# Stötten
Stötten am Auerberg  (también, Stötten; oficialmente, Stötten a.Auerberg) es un municipio situado en el distrito de Algovia Oriental, en el estado federado de Baviera (Alemania). Tiene una población estimada, a fines de 2022, de 1991 habitantes.
Está ubicado al suroeste del estado, en la región de Suabia, a poca distancia de la frontera con Austria, del estado de Baden-Wurtemberg y del río Lech —un afluente derecho del Danubio—.